# Kupfersuhl
Kupfersuhl is een dorp in de Duitse gemeente Moorgrund in  Thüringen. De gemeente maakt deel uit van het Wartburgkreis. Kupfersuhl wordt voor het eerst genoemd in een oorkonde uit 1268. Het dorp aan de Suhl een zijriviertje van de Werra, dankt zijn naam aan de koperwinning die hier al in de middeleeuwen plaatsvond.
In 1994 werd de tot dan zelfstandige gemeente gevoegd bij Moorgrund.